# Línea 27 (Asunción)
La Línea 27 de colectivos de Asunción es una línea de autobuses perteneciente a la  Empresa Ñanduti S.R.L. y regulado por el Viceministerio de Transporte, dependiente del M.O.P.C., que parte desde la ciudad de Capiatá y llega hasta el barrio Republicano de la ciudad capital paraguaya, pasando también por los municipios de San Lorenzo y Fernando de la Mora.

## Administración
Teléfono: 0228-631998

## Recorridos
Ida: Parada: (Ruta Nº 2 Mcal. Estigarribia  km 24) Ruta Nº 2 – Julia M. Cueto – Mcal. Estigarribia – Avda. Eusebio Ayala – Gral. Aquino – Teodoro S. Mogelos – Pa’i Pérez – Azara – Gral. Díaz – Río de la Plata – Dr. Paiva – Alférez Silva – Dr. Coronel – Capitán Guynn – Roma – Blás Garay – Estados Unidos – Ita Piru – Cnel. Alfredo Ramos – Avda. Ita Ybate – Cnel. Irrazabal – Tte. Funes – 29 Proyectadas – Japón – 33 Proyectadas – Parada.
Regreso: Japón – 33 Proyectadas – Tte. Funes – Cnel. Irrazabal – Avda. Ita Ybate – Cnel. A. Ramos – Ita Piru – Estados Unidos – Acuña de Figueroa – Dupuis – Colón – Lisboa – Dr. Paiva – Guillermo Arias – Patricios – Piribebuy – Montevideo – Eduardo V. Haedo – Herrera – Pettirossi – Avda. Eusebio Ayala – Ruta Mcal. Estigarribia – Avda. del Agrónomo – Mcal. Estigarribia – Ruta 2  Km. 24 – Parada.

## Puntos de Interés dentro del recorrido
- Hospital Materno Infantil de Capiatá
- Autódromo Aratirí
- Shopping San Lorenzo
- Universidad Nacional de Asunción
- Shopping Multiplaza
- Hipódromo de Asunción
- Tribunal Superior de Justicia Electoral
- Colegio Nacional de la Capital
- Mercado 4
- Colegio Nacional de E.M.D. "Presidente Manuel Franco"
- Hotel Guaraní
- Asunción Super Centro alberdi
- Parque Carlos Antonio López
- Escuela Nacional de Comercio N° 1
- Radio Nacional del Paraguay